# Madison Bailey
Pour les articles homonymes, voir Bailey.
Ne doit pas être confondue avec Bailee Madison
Madison Bailey, née le 29 janvier 1999 à Kernersville en Caroline du Nord, est une actrice américaine.
Elle se fait connaître du grand public grâce au rôle de Kiara Carrera dans la série Outer Banks (2020).

## Biographie

### Jeunesse
Née à Kernersville en Caroline du Nord en 1999, Madison Bailey a été adoptée dès sa naissance. Elle est la benjamine d'une fratrie de sept enfants ; elle a trois frères et trois sœurs, dont cinq d'entre eux ont également été adoptés. Elle est d'ascendance italienne et mauricienne, mais déclare avoir grandi dans une famille majoritairement blanche.
À l'âge de 18 ans, elle est diagnostiquée avec un trouble de la personnalité borderline. L'année suivante, alors qu'elle a 19 ans, sa mère meurt.

### Carrière
Bien que Madison Bailey rêvait de devenir chanteuse, elle se réoriente finalement vers le mannequinat et la comédie à l'âge de 15 ans, après avoir souffert du trac lorsqu'elle devait chanter face à un public. Elle lance sa carrière en 2015 en jouant dans Mr. Mercedes, puis Constantine. En 2018, elle obtient un rôle récurrent dans la série Black Lightning, durant deux saisons. 
En mars 2019, Netflix annonce qu'elle est retenue pour interpréter l'un des personnages principaux dans la série Outer Banks. La série est diffusée depuis le 15 avril 2020 sur cette même plateforme de streaming,. Sa sœur Katie Bailey est son double cascadeur.
En 2024, elle est en tête d'affiche du slasher Time Cut d'Hannah MacPherson, aux côtés d'Antonia Gentry, diffusé le 30 octobre 2024 sur Netflix.
Elle publie le 27 septembre 2024 son premier single, The Grey et le 6 décembre de la même année un autre single, Honestly.

### Vie privée
En 2020, Madison Bailey s'identifie comme pansexuelle. En juin 2020, elle officialise son couple avec l'ancienne joueuse de basket-ball Mariah Linney.

## Filmographie

### Cinéma
- 2018 : Bottle Girl de Joe Menendez (en) : Jackie
- 2020 : Impractical Jokers (en) de Chris Henchy : Bowling Alley Girl

- 2020 : SuperCool de Teppo Airaksinen : Emily
- 2020 : Discarded Things (en) de Joanne Hock et Tara Lynn Marcelle : Daniella
- 2024 : The Painter de Kimani Ray Smith et Brian Buccellato : Sophia
- 2024 : Time Cut de Hannah MacPherson : Lucy Field

### Téléfilms
- 2022 : Constance de Jesse Peretz : Sasha

### Séries télévisées
- 2015 : Constantine : Caroline (saison 1, épisode 13)
- 2015 : Swamp Murders : Mary Hold Bear (saison 3, épisode 6)
- 2017 : Mr. Mercedes : Chloe (saison 1, épisode 4)
- 2017 : Murder Chose Me : Angela Henry (saison 1, épisode 10)
- 2018 : Two Roads : Zoe (saison 1, épisode 1)
- 2018-2019 : Black Lightning : Wendy Hernandez (saison 2 - 6 épisodes)
- 2019 : Creepshow : Carla (saison 1, épisode 3)
- depuis 2020 : Outer Banks :  Kiara « Kie » Carrera (rôle principal)
- 2020 : Council of Dads (en) : Jules (saison 1, épisode 3)
- 2021 : American Horror Stories : Kelley (saison 1, épisode 3)

## Voix françaises
- Aurélie Konaté[12] dans :
  - Outer Banks (série télévisée)
  - American Horror Stories (série télévisée)
  - Time Cut

et aussi
- Déborah Krey dans Black Lightning (série télévisée)